# Yashanal
Yashanal är en ort i Mexiko.   Den ligger i kommunen Tenejapa och delstaten Chiapas, i den sydöstra delen av landet, 800 km öster om huvudstaden Mexico City. Yashanal ligger 1 706 meter över havet och antalet invånare är 1 893.
Terrängen runt Yashanal är huvudsakligen kuperad, men åt nordost är den bergig. Runt Yashanal är det ganska tätbefolkat, med 155 invånare per kvadratkilometer. Närmaste större samhälle är Pantelhó, 19,7 km norr om Yashanal. I omgivningarna runt Yashanal växer i huvudsak städsegrön lövskog.